# Mavanur, Hubli
Mavanur là một làng thuộc tehsil Hubli, huyện Dharwad, bang Karnataka, Ấn Độ.